# باول إل. بولدن
باول إل. بولدن (بالإنجليزية: Paul L. Bolden)‏ هو عسكري أمريكي، ولد في 15 يونيو 1922 في Hobbs Island, Alabama ‏ في الولايات المتحدة، وتوفي في 21 مايو 1979.